# Zbór Kościoła Chrześcijan Baptystów w Szczecinie
Zbór Kościoła Chrześcijan Baptystów w Szczecinie – zbór Kościoła Chrześcijan Baptystów znajdujący się w Szczecinie, przy ulicy Stoisława 4.

## Kamienica
Budynek został wzniesiony w 1855 roku według projektu A. Mewsa. Jest to najstarsza zachowana kaplica baptystów na terenie Polski. Po II wojnie światowej budynek stał się własnością państwa, jednak baptyści wciąż prowadzili w nim swoje nabożeństwa, przez ponad 50 lat płacąc za możliwość używania swojej kaplicy dwa razy w tygodniu. Na początku XXI wieku Kościół Chrześcijan Baptystów odzyskał prawa do nieruchomości.
Renowacja kamienicy rozpoczęta w 2019 roku, w 2024 została wyróżniona w kategorii „Utrwalenia wartości zabytkowej obiektu" w konkursie „Zabytek Zadbany”.